# Oreonectes damingshanensis
Oreonectes damingshanensis — вид коропоподібних риб родини Nemacheilidae. Описаний у 2023 році.

## Поширення
Ендемік Китаю. Поширений у горах Даміншань у Гуансі-Чжуанському автономному районі на півдні країни.